# Heinrich von Allwörden
Die Allwörden-Gruppe mit der führenden HvA Holding (auch bekannt als Heinrich von Allwörden) mit Sitz in Gadebusch ist eine zum Verbund der Edeka Nord gehörende deutsche Großbäckerei, die in Norddeutschland tätig ist.

## Geschichte
Das Unternehmen wurde 1906 in Sterley durch Heinrich von Allwörden gegründet und befand sich seitdem im Besitz der Familie von Allwörden. Manfred und Ralf von Allwörden, Ururenkel des Firmengründers, leiteten es in fünfter Generation.

### Übernahmen
Immer wieder übernahm von Allwörden regionale Mitbewerber und gliederte sie in das eigene Filialnetz ein.
2008 übernahm das Unternehmen die Bäckerei Knaack in Groß Grönau mit 38 Filialen. 2013 erwarb von Allwörden von der Kieler Coop eG deren 19 unter der Marke Unser Norden firmierenden Bäckereifilialen. Im März 2019 beteiligte sich Edeka Nord zu 45 % an von Allwörden. Gleichzeitig übernahm von Allwörden von der Edeka Nord deren sämtliche Anteile an der Dallmeyers Backhus GmbH. Die Beteiligungsvereinbarung sah vor, die Marke Dallmeyers Backhus zu erhalten. Die Produktionsstätte von Dallmeyer in Hohenwestedt wurde im Juni 2019 stillgelegt. 2020 übernahm von Allwörden acht der elf Filialen der insolventen Stadtbäckerei Drave aus Schenefeld.
Bei der Umgestaltung der Kamps-Gruppe veräußerte der Finanzinvestor ECM Equity Capital Management im Jahr 2010 die bis 1997 unter dem Namen Nur hier betriebenen Verkaufsstätten in Hamburg an die Familie von Allwörden. Sie firmieren als Nur hier GmbH und sind eine 100%ige Tochter der Heinrich von Allwörden GmbH
Im März 2022 übernahm Edeka Nord die restlichen 55 % der Allwörden-Gruppe.
Unter der Leitung von Roland Brückmann, Stefan Giese und Arne Schröter wurde die Von-Allwörden-Gruppe in die Strukturen von EDEKA Nord integriert und bildet nun einen zentralen Pfeiler des Unternehmensumsatzes.

### Struktur
Muttergesellschaft der von Allwörden-Gruppe ist die HvA Holding GmbH mit Sitz in Gadebusch, die eine 100 %ige Tochter der Edeka Handelsgesellschaft Nord mbH ist. Die Heinrich von Allwörden GmbH mit Sitz in Mölln als oberste operative Gesellschaft ist eine 100 %ige Tochter der HvA Holding. Die Nur Hier GmbH (Hamburg), die Grönauer Bäckerei Knaack GmbH & Co. KG (Groß Grönau), die Dallmeyers Backhus GmbH (Neumünster) die Hanse Frisch GmbH (Rellingen) und die Backhus Brot und Backwaren GmbH & Co. KG (Güstrow) wiederum sind Töchter der Heinrich von Allwörden GmbH.
Zum Jahresende 2021 betrieb die Gruppe insgesamt 474 Filialen in vier Bundesländern (Schleswig-Holstein: 236, Niedersachsen: 33, Mecklenburg-Vorpommern: 21 und Hamburg: 186). Sie beschäftigte rund 2.000 Mitarbeiter.